# Fischer Iván
Fischer Iván (Budapest, 1951. január 20. –) Kossuth-díjas karmester, a Budapesti Fesztiválzenekar zeneigazgatója, Budapest díszpolgára, a brit Királyi Zeneakadémia tiszteletbeli tagja.

## Életpályája
Szülei Fischer Sándor karmester és Boschán Éva énekesnő.
Zongorázni, majd hegedülni, később csellót és zeneszerzést tanult Budapesten. Bécsben karmesteri diplomát szerzett, itt Hans Swarowsky tanítványa volt.
1974-ben a Premio Firenze, 1976-ban a londoni Rupert Foundation-BBC karmesterverseny győztese volt. 1975 óta koncertezik világszerte. 1976-ban a BBC szimfonikus zenekarait vezényelte. 1979-1982 között a newcastle-i Northern Sinfonia kamarazenekar zeneigazgatója volt. 1980-tól a Londoni Szimfonikus Zenekar karmestere lett.
1983-ban visszatért Magyarországra, rövidesen – Kocsis Zoltánnal karöltve – megalapította a Budapesti Fesztiválzenekart. Számos reformot vezetett be az együttes irányításában, felkészítésében. Intenzív próbaidőszak mellett elfogadhatóvá, kötelezővé tette a kamarazenélést, segítve ezáltal az együttes művészeinek fejlődését.
Fischer Iván számos új koncertformát valósított meg. A közönség utánpótlását, nevelését hivatottak segíteni „Kakaó” és „Egy forintos” hangversenyei, ismeretterjesztő előadásai. Hasonló céllal lép fel az együttes a Budapesti búcsú keretében a Hősök terén is. Szintén visszatérő esemény, az őszi hangverseny idény kezdetén a Mahler Ünnep. Népszerű kezdeményezése az előzetes műsor nélküli Titok koncert is.
1984-1989 a kenti opera zeneigazgatója, 1990–1995 között a Cincinnati Szimfonikus Zenekar vezető vendégkarmestere volt. 1995 óta a Philips exkluzív szerződtetett karmestere. 2000–2003 között a Lyoni Nemzeti Opera zenei igazgatója. 2007-től a washingtoni Nemzeti Szimfonikus Zenekar vezető karmestere is. Az utóbbi években zeneszerzéssel is foglalkozik, műveit Magyarországon kívül a világ számos országában bemutatták.
2013. június 28-án a brit Királyi Zeneakadémia (Royal Academy of Music) tiszteletbeli tagjává választotta. Ugyanebben az évben megnyitotta Fischer Iván Lakásszínháza (FILC) néven 25 főt befogadni képes színházát az Andrássy út 27. harmadik emeleti lakásában, ahol gyerekkorát töltötte.
A Vörös Tehén című operáját 2014-ben mutatták be, témája a tiszaeszlári vérvád.
2023-ban, a Bachtrack klasszikus zenei szakportál zenekritikusok részvételével zajló szavazásán Fischer Ivánt a világ hatodik legjobb karmesterének szavazták meg.
Bátyja Fischer Ádám karmester, húga Fischer Eszter pszichológus. Gyermekei első házasságából (Anneke Boeke  zeneművész) Nora  (énekesnő) és Paula, második házasságából Pivon Gabriella (fuvolista), Daniel és Benjamin.

## Díjai
- A Rupert Alapítvány Díja (1976)
- Érdemes művész (1984)
- Kristály-díj (1998)[13]
- Gramophone-díj (1998)
- Budapest díszpolgára (2005)
- Kossuth-díj (2006)
- Arany Diapason-díj
- Telerama-díj
- Arte[forrás?]
- MUM[forrás?]
- Erasmus
- A francia Művészeti és Irodalmi Rend lovagja [14] (2013)
- a brit Királyi Filharmóniai Társaság (Royal Philharmonic Society) Zenei Díja (2011), Beethoven-szimfóniák előző évi előadásaiért[15]
- Prima Primissima díj (2011)[16]
- Radnóti Miklós antirasszista díj (2012)
- A Royal Academy of Music tiszteletbeli tagja (2013)
- Hazám-díj (2013)
- Sánta Kutya díj (2016)